# Dean Stockwell

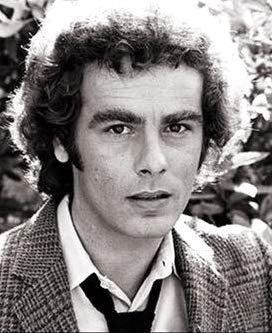
Stockwell w 1971

Robert Dean Stockwell (ur. 5 marca 1936 w Los Angeles, zm. 7 listopada 2021 w Whangarei) – amerykański aktor teatralny, filmowy i telewizyjny, aktywny przez ponad 60 lat. Nominowany do Nagrody Akademii Filmowej, zdobywca nagrody Emmy.
29 lutego 1992 otrzymał własną gwiazdę w Alei Gwiazd w Los Angeles znajdującą się przy 7000 Hollywood Boulevard.

## Życiorys

### Wczesne lata
Urodził się w North Hollywood, dzielnicy Los Angeles w stanie Kalifornia jako syn pary aktorskiej i piosenkarskiej – Niny Olivette (z domu Elizabeth Margaret Veronica; 1910–1993) i Harry’ego Baylessa Stockwella (1902–1984), który użyczył głosu postaci księcia w disnejowskim filmie animowanym Królewna Śnieżka i siedmiu krasnoludków. Jego starszy brat Guy Harry (1933–2002) był także aktorem. Wychowywał się w Nowym Jorku. Uczęszczał do szkół publicznych na Long Island i Martin Milmore School w Bostonie.

### Kariera
W wieku siedmiu lat trafił na Broadway rolą w spektaklu Richarda Hughesa Orkan na Jamajce (1943). Dwa lata później podpisał kontrakt z MGM i mając dziewięć lat, wystąpił w głównej roli Donalda Martina w filmie muzycznym George’a Sidneya Podnieść kotwicę (Anchors Aweigh, 1945) obok Franka Sinatry i Gene’a Kelly’ego. Był synem Gregory’ego Pecka w melodramacie Taya Garnetta Dolina decyzji (The Valley of Decision, 1945) z Greer Garson.
Na ekranie grał wrażliwych chłopców, jako Nipper w The Mighty McGurk (1946) z Wallace Beerym, komediodramacie Josepha Loseya Chłopiec z zielonymi włosami (The Boy With Green Hair, 1948) z Robertem Ryanem i ekranizacji powieści Frances Hodgson Burnett Tajemniczy ogród (The Secret Garden, 1949) z Margaret O’Brien, a także w dramacie W dół do morza na statkach (Down to the Sea in Ships, 1949) jako Jed Joy, wnuk Lionela Barrymore’a i protegowany Richarda Widmarka i dramacie Henry’ego Kinga Głębokie wody (Deep Waters, 1948). W filmie przygodowym Kim (1950) wg powieści Rudyarda Kiplinga obok Errola Flynna wystąpił w roli tytułowej jako Kimball 'Kim' O’Hara Jr.
Już jako dorosły w 1957 na Broadwayu zagrał postać Judda Steinera w przedstawieniu Bez emocji (Compulsion), a dwa lata później w jego ekranowej wersji – dramacie kryminalnym Richarda Fleischera (1959); za występ – wraz z Bradfordem Dillmanem i Orsonem Wellesem – odebrał Złotą Palmę dla najlepszego aktora na 12. Festiwalu Filmowym w Cannes.
Wystąpił też w serialu-westernie NBC The Restless Gun (1958) z Johnem Payne’em i Danem Blockerem, brytyjskim filmie Jacka Cardiffa Synowie i kochankowie (Sons and Lovers, 1960) jako Paul Morel, obok Trevora Howarda i Wendy Hiller, premierowym odcinku serialu ABC Stop Bus (1961) z Marilyn Maxwell, a także serialach: NBC Jedenasta godzina (The Eleventh Hour, 1964), Bonanza (1969) jako zestrzelony żołnierz i Columbo (1972, 1975). Za rolę Edmunda Tyrone w adaptacji sztuki Eugene’a O’Neilla U kresu dnia (Long Day’s Journey Into Night, 1962) z Katharine Hepburn, Ralphem Richardsonem i Jasonem Robardsem otrzymał Złotą Palmę dla najlepszego aktora na 15. Festiwalu Filmowym w Cannes.
W połowie lat siedemdziesiątych był hipisem z pokolenia „dzieci kwiatów”, pracował jako pośrednik w obrocie nieruchomościami i zaprojektował charakterystyczną okładkę albumu Neila Younga American Stars ’n Bars (1976).
W latach 80. grał ekscentryków i wyrzutków, w tym bezlitosnego brudnego moralnie Bena w filmie Davida Lyncha Blue Velvet (1986). Za kreację Tony’ego „Tygrysa” Russa w czarnej komedii Jonathana Demme’a Poślubiona mafii (Married to the Mob, 1988) zdobył nominację do Oscara dla najlepszego aktora drugoplanowego. Nowy szczebel kariery Stockwell osiągnął po przyjęciu roli wiceadmirała Alberta „Ala” Calavicciego w serialu Zagubiony w czasie (Quantum Leap, 1989-93).

## Życie prywatne
15 kwietnia 1960 ożenił się z aktorką Millie Perkins, lecz 30 lipca 1962 doszło do rozwodu. 15 grudnia 1981 poślubił Joy Marchenko. Mają dwójkę dzieci: syna Austina (ur. 5 listopada 1983) i córkę Sophię (ur. 5 sierpnia 1985).

## Filmy fabularne
- 1945: Podnieść kotwicę jako Donald Martin
- 1947: Dżentelmeńska umowa jako Tommy Green
- 1948:  Chłopiec z zielonymi włosami jako Peter Frye
- 1949: Tajemniczy ogród jako Colin Craven
- 1962: U kresu dnia jako Edmund Tyrone
- 1970: Horror w Dunwich jako Wilbur Whateley
- 1984: Paryż, Teksas jako Walt Henderson
- 1984: Diuna jako dr Wellington Yueh
- 1985: Żyć i umrzeć w Los Angeles jako Bob Grimes
- 1986: Blue Velvet jako Ben
- 1987: Gliniarz z Beverly Hills II jako Charles „Chip” Cain
- 1988: Tucker. Konstruktor marzeń jako Howard Hughes
- 1988: Poślubiona mafii jako Tony „The Tiger” Russo
- 1992: Gracz jako Andy Civella
- 1997: Air Force One jako sekretarz obrony Walter Dean
- 1997: Zaklinacz deszczu jako sędzia Harvey Hale
- 2001: Buffalo Soldiers jako generał Lancaster
- 2004: Kandydat jako Mark Whiting
- 2008: Niania potrzebna od zaraz jako Jerry Hewitt
- 2014: Prześladowani jako Dave Wilson

## Seriale TV
- 1961: Alfred Hitchcock przedstawia jako Billy Weaver
- 1962: Spotkanie z Alfredem Hitchcockiem jako David H. Kelsey / William Newmaster
- 1965: Doktor Kildare jako dr Rudy Devereaux
- 1969: Bonanza jako Matthew Rush
- 1972: Columbo jako Eric Wagner
- 1973: Ulice San Francisco jako Paul Thomas / Paul Cullen
- 1975: Columbo jako Lloyd Harrington
- 1975: Ulice San Francisco jako Charlie Blake
- 1976: McCloud jako Pete Lancaster
- 1983: Drużyna A jako oficer policji Collins
- 1985: Policjanci z Miami jako Jack Gretsky
- 1988: Napisała: Morderstwo jako Eliot Easterbrook
- 1991: Syn Gwiazdy Porannej (Son of the Morning Star) jako generał Philip Sheridan
- 1992: Gdzie diabeł mówi dobranoc jako Phil Banks
- 1989–1993: Zagubiony w czasie (Quantum Leap) jako wiceadmirał Albert „Al” Calavicci
- 1994: Nowe przygody Supermana jako Preston Carpenter
- 1995: Langoliery jako Bob Jenkins
- 1995: Szpital Dobrej Nadziei jako Robert St. Clair
- 1995: Klan McGregorów (Snowy River: The McGregor Saga) jako prof. Julius Waugh
- 1997–1998: The Tony Danza Show jako Frank DiMeo
- 2002: Star Trek: Enterprise jako pułkownik Grat
- 2002: Gwiezdne wrota jako lekarz Kieran
- 2002: Sąd najwyższy jako senator Edward Sheffield
- 2002–2004: JAG – Wojskowe Biuro Śledcze jako senator Edward Sheffield
- 2006–2009: Battlestar Galactica jako John Cavil

## Przypisy

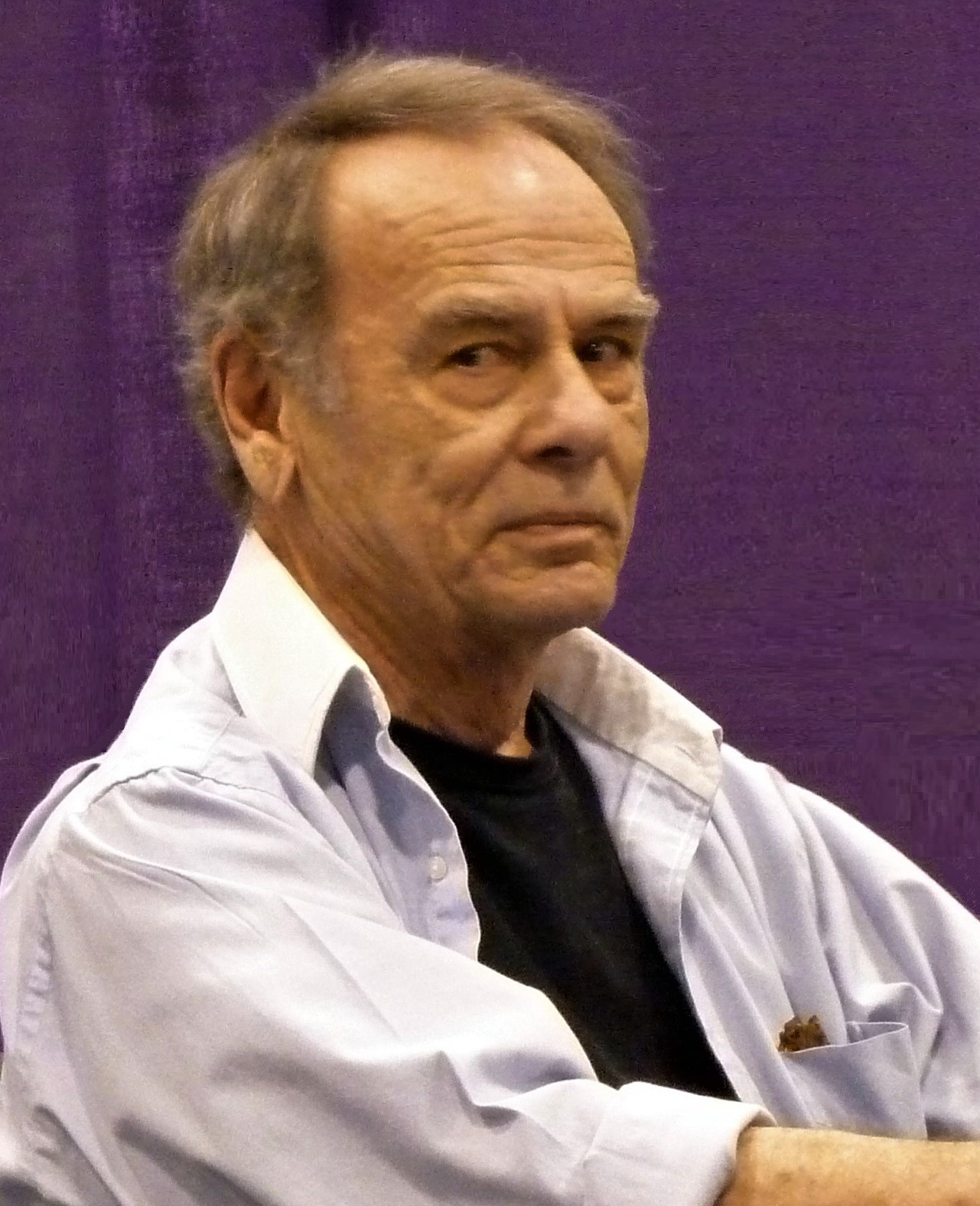
Stockwell w 2021